# بیابان آتاکاما
بیابان آتاکاما یکی از خشک‌ترین بیابانهای دنیا در آمریکای جنوبی است. این بیابان که بیشتر پوشیده از شن‌زار و نمک‌زار است، از سمت رشته کوه‌های آند به طرف اقیانوس آرام امتداد دارد.
میانگین عرض این بیابان از شرق به غرب ۱۶۰ کیلومتر و طول آن از مرز پرو در جنوب به سمت کشور بولیوی ۱۰۰۰ کیلومتر است. این بیابان بین سه کشور شیلی، پرو و بولیوی قرار داشته و وسعت آن معادل ۳/۲ خاک کشور ایتالیا است.
بیابان آتاکاما خشک‌ترین مکان بر روی زمین می‌باشد. دلیل این خشکی هم محصور بودن از دو طرف به‌وسیلهٔ کوه‌های آند و ارتفاعات ساحلی اقیانوس آرام است. فشار بالای اتمسفر بر روی کوه‌های آند باعث خشکی هوا شده و به دنبال آن هوای سرد که در طبقات بالایی جو فشرده می‌شود، به سمت پایین زمین و بیابان آتاکاما حرکت می‌نماید. این هوای خشک که هیچ بخار آبی به همراه ندارد، به آسانی توسط خورشید گرم شده و باعث افزایش دمای سطح زمین می‌گردد.
همچنین ارتفاعات آند نیز مانع از رسیدن ابرهای باران‌زا از سمت شرق شده و مانند دیوار، بیابان را از منطقهٔ بارانی و جنگلی آمازون جدا می‌کند. میانگین بارندگی در منطقه‌ای از این بیابان موسوم به آنتوفاگاستا در شیلی فقط ۳ میلی‌متر در سال است. البته این مقدار هم پس از یک دورهٔ ۴۰ سالهٔ عدم بارندگی در این‌جا رخ داد.
در سال ۲۰۰۳ یک تیم از محققان آمریکایی گزارشی را منتشر کردند که براساس آن خاک بیابان آتاکاما شبیه به مریخ است. آن‌ها از روش‌های مورد استفاده در مریخ‌نشین‌های وایکینگ برای آزمایش خاک‌های بیابان آتاکاما جهت آشکارسازی حیات بهره بردند. گزارش این تیم حاکی است که هر ده سال یک‌بار آن‌هم به صورت ناچیز در این بیابان باران می‌بارد.
آتاکاما به دلیل وجود مواد معدنی غنی در خاکش دارای اهمیت است. اکنون این بیابان دارای یکی از بزرگ‌ترین منابع نیترات سدیم در جهان است که مورد بهره‌برداری قرار می‌گیرد. در آتاکاما منطقه‌ای به نام گورستان نهنگ‌ها وجود دارد، که در آن بقایای اسکلت صدها نهنگ انباشته شده است. قدمت برخی از این فسیل‌ها به ۵ میلیون سال پیش بازمی‌گردد. علت مرگ همه این نهنگ‌ها مسمومیت بر اثر خوردن نوعی جلبک دریایی عنوان شده است.
آتاکاما در ضمن مورد توجه توریست‌ها هم هست، زیرا وضعیت زمین‌های خالی از حیات آن‌جا برایشان جذاب است.

## رویدادهای شدید آب و هوایی
در ژوئن ۱۹۹۱، آنتوفاگاستا و تالتال و مناطق داخلی تا کالاما بارندگی غیرمعمولی را دریافت کردند که به تشکیل یک سری گل و لای و منجر به کشته شدن ۹۱ نفر شد. [۴۱]
در سال ۲۰۱۲، زمستان آلتیپلانو سیل‌هایی را به سن پدرو د آتاکاما با خود آورد.
در ۲۵ مارس ۲۰۱۵، بارندگی شدید بخش جنوبی صحرای آتاکاما را تحت تأثیر قرار داد. سیل‌های حاصل جریان گل و لای را برانگیخت که شهرهای Copiapo , Tierra Amarilla , Chanaral و Diego de Almagro را تحت تأثیر قرار داد و باعث مرگ بیش از ۱۰۰ نفر شد.

## بیابان گلدار

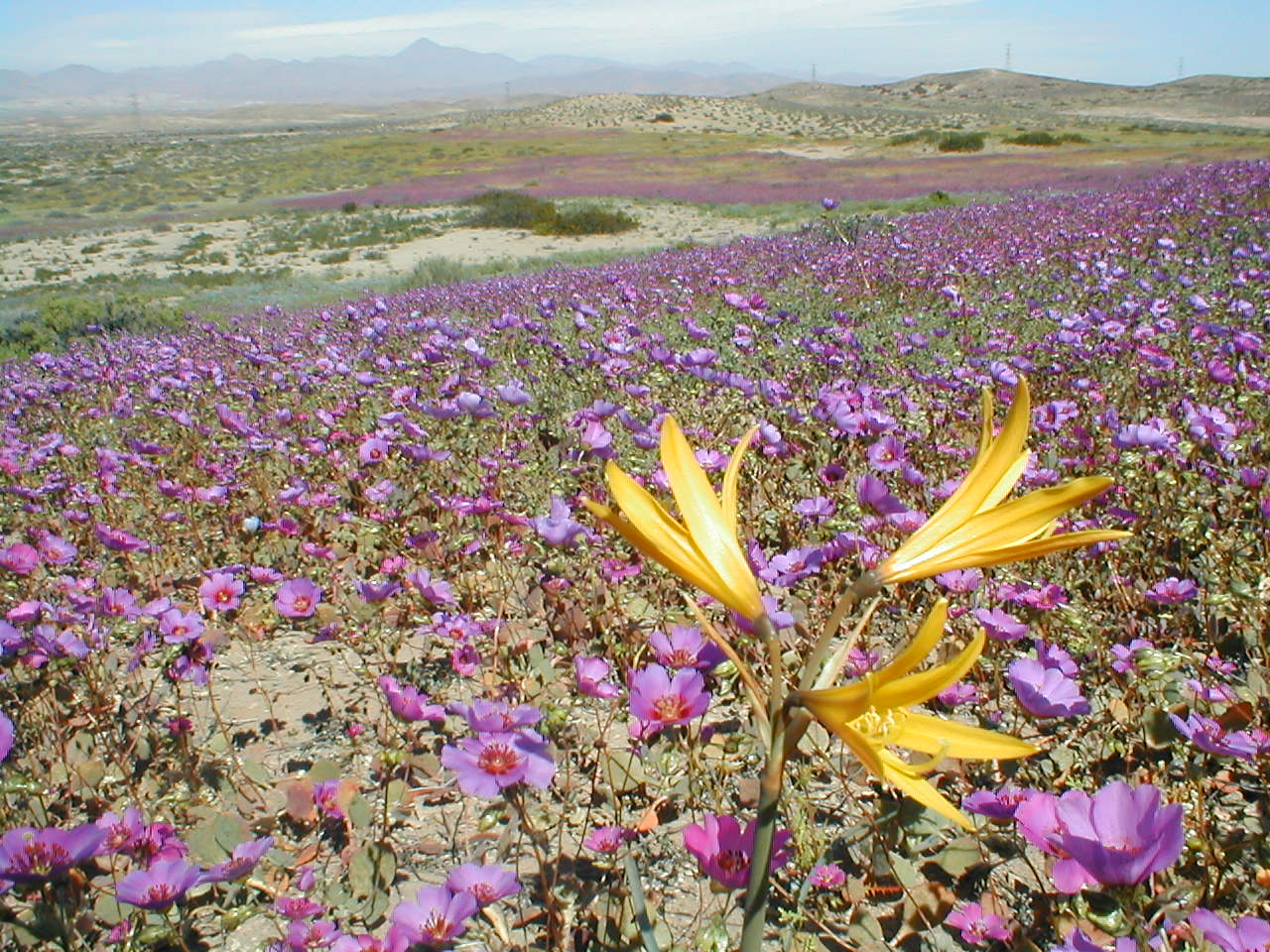
رویدادهای نادر بارندگی باعث ایجاد پدیده بیابان گلدار در صحرای جنوبی آتاکاما می‌شود.
علیرغم شرایط جغرافیایی و اقلیمی کویر، تنوع گیاهی فراوانی در آن شکل گرفته است. بیش از ۵۰۰ گونه در مرز این کویر جمع‌آوری شده است. این گونه‌ها با توانایی فوق‌العاده خود در سازگاری با این محیط شدید مشخص می‌شوند. رایج‌ترین گونه‌ها گیاهان و گل‌هایی مانند آویشن، لارتا، و علف شور (Distichlis spicata) و در جاهایی که رطوبت کافی است، درختانی مانند چنار (Geoffroea decorticans)، درخت پیمیانتو و آلگاروبو برگی (Prosopis chilensis) هستند.

## نگارخانه

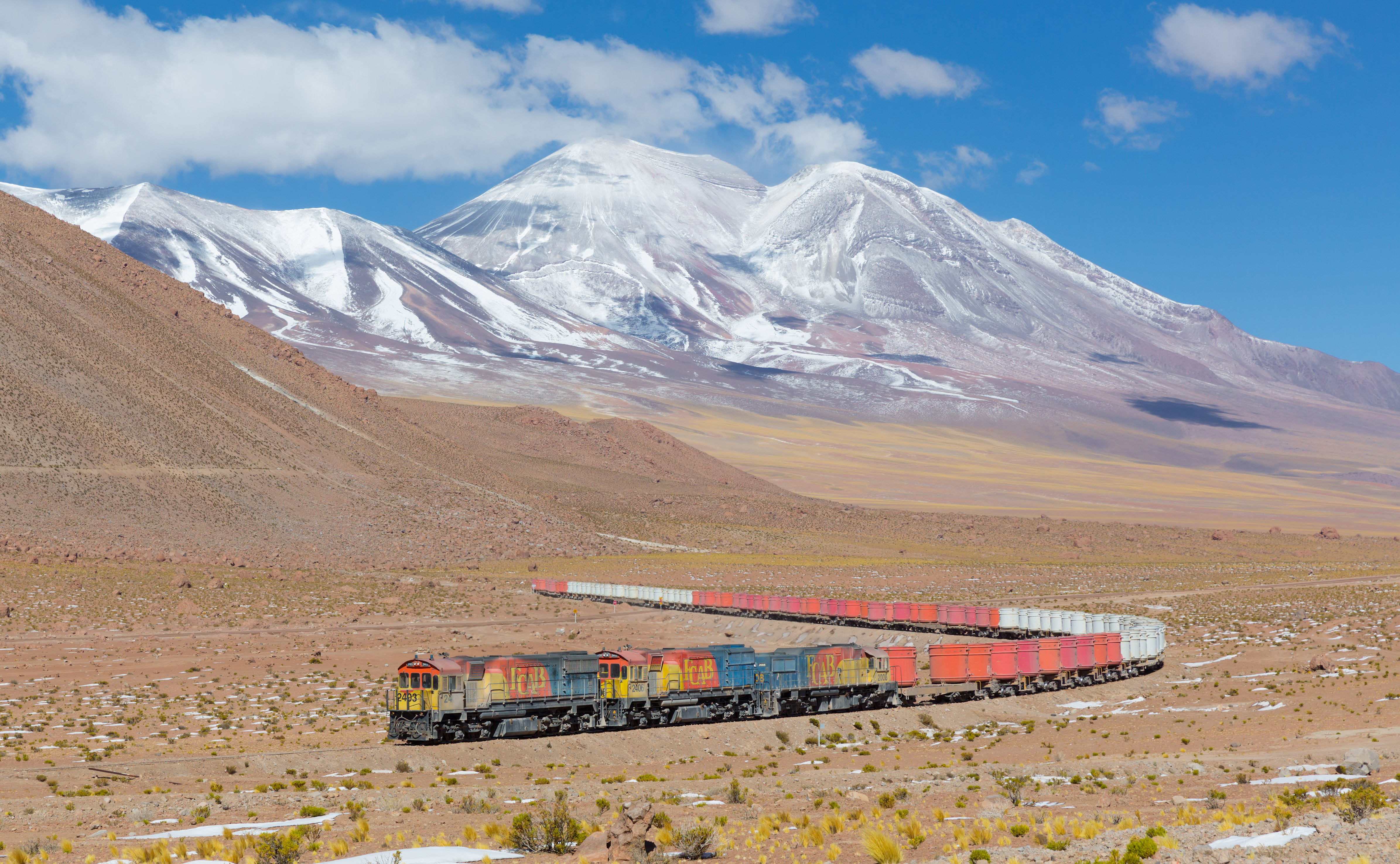
نگاره‌ای از یک قطار باربری متعلق به شرکت راه‌آهن آنتوفاگاستا و بولیوی در بیابان آتاکاما در شمال شیلی.
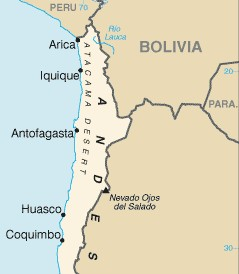
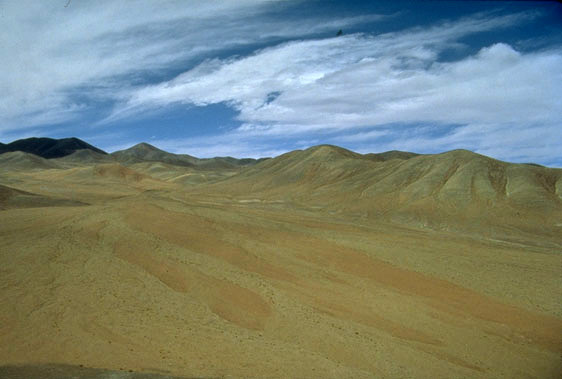
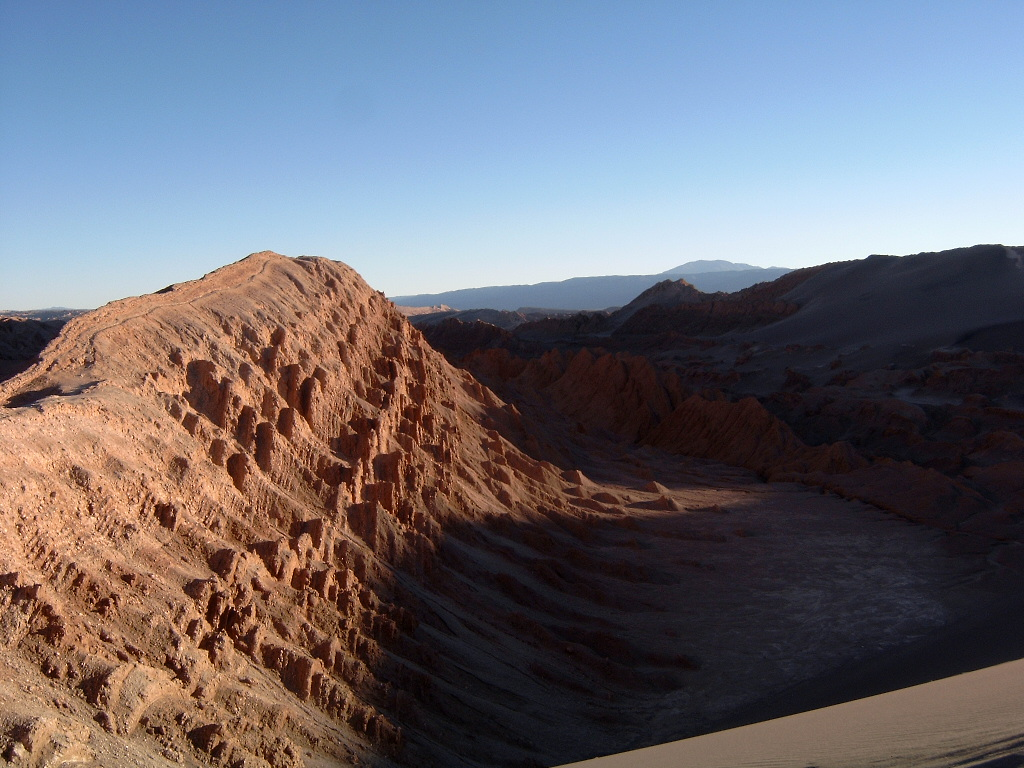
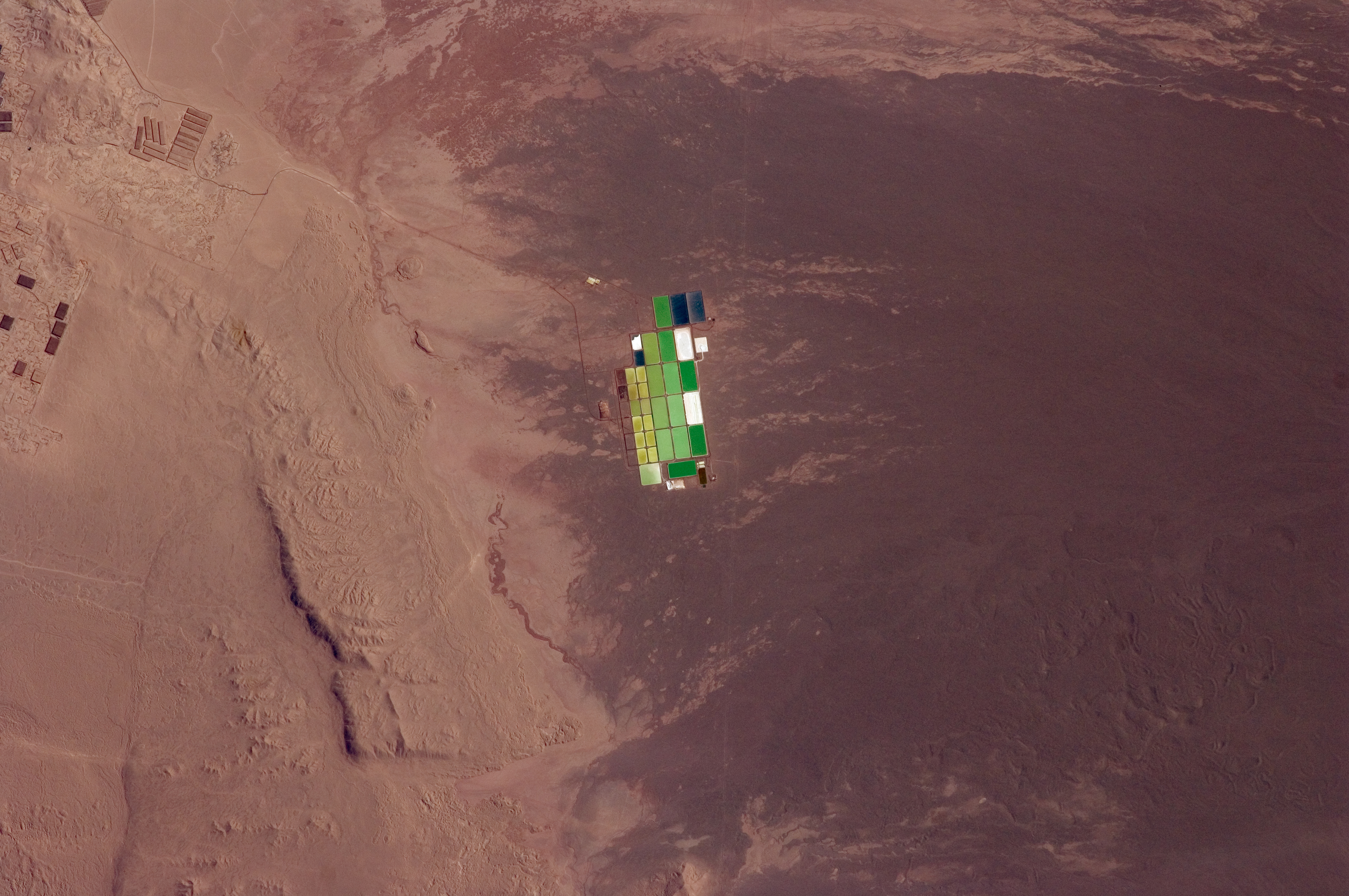
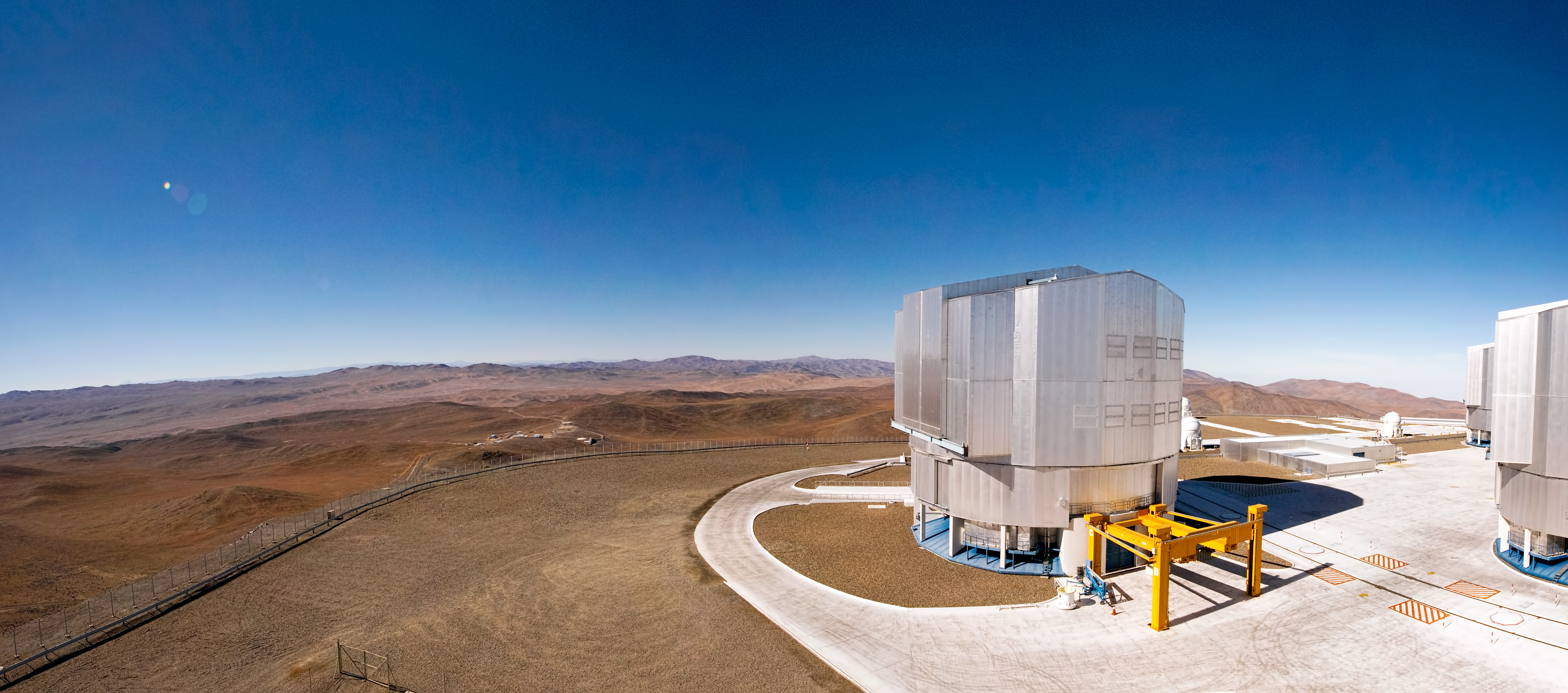